# Cotard-Syndrom
Das Cotard-Syndrom (nach Jules Cotard, Paris, 1840–1889, französisch délire des négations), auch nihilistischer Wahn oder englisch Walking Corpse Syndrome (zu deutsch etwa: Wandelleichen-Syndrom), bezeichnet ein Krankheitsbild, bei dem die betroffene Person irrtümlich davon überzeugt ist, tot zu sein oder nicht zu existieren. Alternativ glaube sie, zu verwesen oder ihr Blut sowie innere Organe verloren zu haben.
Das Krankheitsbild zählt zu den inhaltlichen Denkstörungen und wird dem Wahn zugeordnet. Es findet sich meist bei schizophrenen oder affektiven Psychosen. Es kommt auch bei temporoparietal lädierter nicht dominanter Hirnhälfte und Migräne vor. Häufig ist das Cotard-Syndrom eine Folge schwerer Hirnerkrankungen.

## Geschichtlicher Hintergrund
Das Cotard-Syndrom wurde nach dem französischen Neurologen Jules Cotard (1840–1889) benannt, der diesen Zustand als Erster beschrieb. Er schilderte 1880 den Fall einer 43-jährigen Patientin, die glaubte, kein Gehirn zu haben und tot zu sein, weswegen sie verlangte, verbrannt zu werden. Ihren Zustand bezeichnete Cotard als délire des négations (wahnhafter Glaube an die eigene Nicht-Existenz).
Im Reallexikon der Medizin und ihrer Grenzgebiete findet sich 1967 eine andere Definition: „Wenig gebräuchliche Bezeichnung für eine Sonderform der Paranoia, bei der Verneinungswahn, Suizidneigung und sensorische Störungen im Vordergrund stehen.“

## Symptomatik
Young und Leafhead beschrieben einen aktuellen Fall des Cotard-Syndroms, der bei einem Patienten auftrat, der eine Hirnverletzung durch einen Motorradunfall erlitt.

„Die Symptome des Patienten stehen im Kontext zu dem Gefühl von Unwirklichkeit und tot zu sein. Nachdem er im Januar 1990 aus dem Krankenhaus in Edinburgh entlassen wurde, nahm ihn seine Mutter mit nach Südafrika. Er war überzeugt davon, dass man ihn in die Hölle gebracht hätte (was durch die Hitze bestärkt wurde) und er an einer Sepsis sterben würde (was während seiner Genesung ein Risikofaktor war) oder vielleicht an AIDS (er hatte eine Geschichte in ‚The Scotsman‘ gelesen, in welcher jemand mit AIDS an einer Sepsis starb) oder an einer Überdosis einer Gelbfieberspritze. Er dachte, dass er ‚den Geist seiner Mutter lieh‘, damit sie ihm zeigte, wie die Hölle aussah und dass sie schlafend in Schottland lag.“

## Pathophysiologie
Charakterisiert wird das Syndrom durch einen nihilistischen Wahn, der sich auf einzelne Organe, auf das Blut oder auf die Extremitäten beziehen kann. Neben einer sehr seltenen isolierten nihilistischenen Wahnstörung tritt das Cotard-Syndrom als psychopathologisches Merkmal bei depressiven, schizophrenen und organischen Störungen auf.
Neurologisch betrachtet wird das Cotard-Syndrom an das Capgras-Syndrom angelehnt. Von beiden wird vermutet, dass sie das Ergebnis einer Trennung zwischen den Hirn-Arealen sind, die die Gesichtserkennung zur Aufgabe haben, und den Arealen, die Emotionen mit diesen Erkennungen verknüpfen (Amygdala und limbische Strukturen). Diese fehlende Verknüpfung bewirkt die Wahrnehmung, dass das betrachtete Gesicht nicht die Person ist, die sie behauptet zu sein. Daraus folgt, dass die Vertrautheit fehlt, welche normalerweise bei einem bekannten Gesicht vorhanden sein sollte. Wenn es das Gesicht eines Verwandten ist, wird dieser als Schwindler erfahren. Wenn der Betroffene sein eigenes Gesicht sieht, findet keine Assoziation zwischen dem Gesicht und der eigenen Wahrnehmung von sich selbst statt. Daraus folgt, dass sie das Gefühl haben, sie würden nicht existieren.
Das Cotard-Syndrom ist vorwiegend bei Psychosen wie Schizophrenie oder bipolaren Störungen anzutreffen. Es kann im Kontext von neurologischen Krankheiten oder Geisteskrankheiten auftreten und wird teilweise mit klinischer Depression und Derealisation assoziiert. Es wurde ebenso im Zusammenhang mit Migräne erwähnt.
2007 wurden zwei Fälle von Cotard-Syndrom als Nebenwirkung des Medikaments Aciclovir beschrieben.

## Behandlung
Die Behandlung sollte einer sorgfältigen diagnostischen Aufarbeitung der zugrundeliegenden Störung folgen. Es gibt einige Berichte von erfolgreichen pharmakologischen Behandlungen. Auch monotherapeutische und kombinierte Strategien wurden berichtet.
Antidepressiva und Neuroleptika haben sich als nützlich herausgestellt. Es gibt viele positive Berichte über Elektrokrampftherapien in Verbindung mit Arzneimitteltherapien. Eine allumfassende Prognose scheint meistens durch die Behandlungsmöglichkeiten und die Prognose der zugrundeliegenden Störung determiniert zu sein.

## Film
- In der 3. Folge der 1. Staffel der Serie New Amsterdam wird das Cotard-Syndrom bei einem Patienten diagnostiziert.
- In der 33. Folge der siebten Staffel von „In aller Freundschaft – Die jungen Ärzte“ wird das Cotard-Syndrom bei einem Patienten diagnostiziert.

- In der 14. Folge der vierten Staffel von „Scrubs“ wird das Cotard-Syndrom durch einen Patienten thematisiert.
- Die Protagonistin Fiona Griffiths in der Krimireihe von Harry Bingham leidet am Cotard-Syndrom.
- In der 10. Folge der 1. Staffel der US-amerikanischen Fernsehserie „ Hannibal“ wird an der Figur Georgia Maedchen das Cotard-Syndrom diagnostiziert.
- In der Episode Ein schwer wiegendes Geständnis (Staffel 1, Episode 10; OT: I Shall Be Released) der US-amerikanischen Fernsehserie „Blackbox“ wird das Syndrom bei Daniel London alias Dean Norwood diagnostiziert und mit einer Elektrokrampftherapie (EKT) behandelt.
- In der 2. Folge der 4. Staffel der britischen Krimiserie „Luther“ erwähnt der Protagonist, DCI John Luther, das Cotard-Syndrom in Bezug auf einen gesuchten Serienmörder.